# Adiós al Séptimo de Línea
Adiós al Séptimo de Línea (hiszp. Pożegnanie z siódmym liniowym) – jest chilijskim marszem wojskowym skomponowanym przez José Golesa, Gomercindo Ipinzę i Luisa Mancillę w hołdzie żołnierzom 7 regimentu liniowego Esmeralda biorącym udział w wojnie o saletrę. Obecnie jest wykonywany głównie podczas uroczystości upamiętniających wojnę o Pacyfik i innych ceremonii z udziałem wojska ale też np. podczas uroczystości szkolnych. Często bywa uważany za nieoficjalny hymn Sił Zbrojnych Chile.